# Kedungringin (Suruh)
Kedungringin is een bestuurslaag in het regentschap Semarang van de provincie Midden-Java, Indonesië. Kedungringin telt 5559 inwoners (volkstelling 2010).